# Tony Defries
Tony Defries, o anche DeFries (Watford, 3 settembre 1943), è un imprenditore britannico; grande ammiratore del colonnello Tom Parker, famoso agente di Elvis Presley, si fece strada nella scena musicale inglese e raggiunse la fama in veste di manager di David Bowie, con cui lavorò dal 1970 al 1975.
Ha collaborato anche con Lou Reed, Mick Ronson, Luther Vandross, Iggy Pop, Mott the Hoople e John Mellencamp, del quale divenne agente dopo essere stato licenziato da Bowie.

## Biografia

### Inizi
Nato nei dintorni di Londra nel 1943, Defries entrò nel commercio giovanissimo vendendo i cimeli delle famiglie che si erano rovinate durante la seconda guerra mondiale. Dimostrò subito talento negli affari, tanto che alla fine degli anni cinquanta era proprietario insieme al fratello Nicholas di una piccola catena di stazioni di servizio. Entrambi studiarono giurisprudenza ma Tony Defries non riuscì a laurearsi; iniziò comunque la carriera fornendo assistenza legale. I due fratelli si occuparono prima di compravendita nel settore immobiliare, per poi dedicarsi ai redditizi contenziosi nei processi civili. Grazie all'esperienza acquisita, Defries entrò nel 1963 in uno degli studi legali più prestigiosi della capitale dove ebbe successo, tanto che gli furono affidati casi sempre più importanti.
La prima svolta della carriera arrivò nel 1968, quando un gruppo di fotografi professionisti gli chiesero di assisterli nei contenziosi con le industrie che davano loro lavoro. Li aiutò a fondare la Association of Fashion and Advertising Photographers, prima corporazione di fotografi mai formatasi a livello nazionale. Il primo coinvolgimento nel mondo della musica fu quando venne invitato dal suo cliente, il produttore Mickie Most, per derimere una lite con gli Animals. Si mise in luce nel settore e entro la fine del decennio aveva lavorato con gli Yardbirds, Donovan, Led Zeppelin e Marianne Faithfull.

### Carriera di manager musicale
Fu in quel periodo che abbandonò lo studio legale e si dedicò all'industria musicale. Intraprese la carriera di manager dopo essersi associato all'avvocato statunitense Allen Klein, che curava gli interessi di grandi artisti tra cui Rolling Stones e Beatles. Fondò con Laurence Myers il Gem Music Group, comprendente un'etichetta discografica indipendente, una casa discografica e un'azienda di management che metteva in contatto gli artisti anche con altri produttori ed etichette discografiche. La prima pubblicazione fu nel gennaio del 1970 il singolo Love Grows (Where My Rosemary Goes) di Edison Lighthouse, che si piazzò ai vertici delle classifiche mondiali. Quello stesso anno aiutò con successo Stevie Wonder in un contenzioso con la Motown.

#### David Bowie
Nella primavera del 1970, malgrado la sua relativa inesperienza, Defries divenne il nuovo manager dell'emergente David Bowie in sostituzione dell'inefficiente Ken Pitt, che non aveva saputo portarlo ai vertici della scena musicale. Pitt non aveva inoltre curato a dovere l'aspetto organizzativo del management, demandando a Angela, la moglie di Bowie, buona parte dei compiti che la sua professione gli imponeva. Nei due anni successivi, il Gem Music Group investì nella carriera di Bowie 100.000 dollari, che avrebbero portato velocemente a grandi profitti per l'azienda. Al contrario di Pitt, Defries si prese cura di ogni aspetto dell'attività del cantante, del quale si guadagnò la stima e la fiducia. Uno degli aspetti fondamentali del suo apporto, fu la fede incrollabile che Bowie sarebbe diventato un gigante nel mondo dello spettacolo. Ne riconobbe le grandi personalità e potenzialità, la fame di successo e la bontà dei progetti, aiutandolo a realizzarli con grande inventiva e intuito, rivoluzionando radicalmente tutta l'organizzazione che ne aveva contraddistinto la carriera fino ad allora.
Il ritardo con cui la Mercury Records pubblicò The Man Who Sold the World, i cui brani erano già pronti prima dell'estate del 1970 e che sarebbe stato pubblicato nel novembre 1970, indusse Defries a rompere il contratto e a stipularne uno nuovo con la RCA americana, che fu firmato nel settembre 1971. Convinse la RCA ad accettare che lui e Bowie detenessero i diritti di copyright sulle incisioni e sulle pubblicazioni del cantante, una clausola fino ad allora quasi sconosciuta. Il valore commerciale di tali diritti si sarebbe moltiplicato negli anni successivi e, secondo una stima del 2016, il copyright per l'intero catalogo di Bowie sarebbe arrivato a valere 100 milioni di dollari.
La promozione di The Man Who Sold the World, considerato pietra miliare del glam rock, introdusse nuovi aspetti nell'immagine pubblica di Bowie, come la foto di copertina in cui indossa un abito da donna. In questo periodo venne infatti proposta l'androginia del cantante, una trovata pubblicitaria che per diversi anni avrebbe acceso le fantasie dei suoi ammiratori. Defries fu fondamentale nella metamorfosi di Bowie come personaggio pubblico; le idee che portarono ad esempio alla creazione dell'alter ego Ziggy Stardust furono partorite dal genio di Bowie, ma fu Defries a realizzarle e promuoverle.

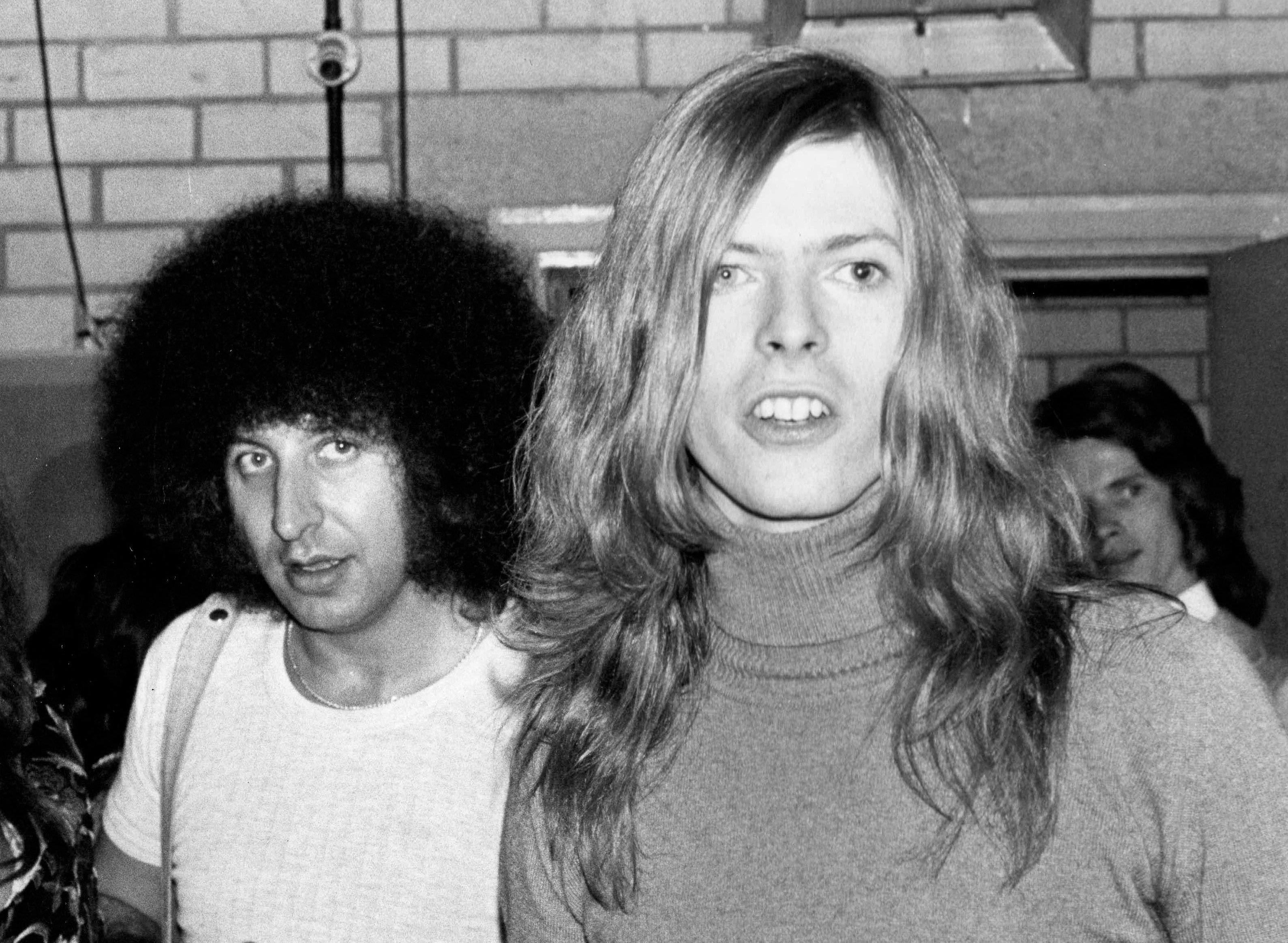
Defries con Bowie alla Roundhouse di Londra nei primi anni settanta

In previsione del nuovo disco Hunky Dory, Defries convinse Bowie a interrompere il rapporto con Tony Visconti, che oltre ad essere il bassista era anche il produttore dei due precedenti dischi di Bowie. Defries sfruttò i propri agganci negli Stati Uniti per garantire a Bowie il successo in America. Nel settembre 1971, in occasione della firma con la RCA a New York, cominciò i preparativi per il primo tour americano del cantante inglese, per il quale predispose una sontuosa accoglienza. Nell'occasione, fece conoscere Lou Reed, Iggy Pop e Andy Warhol a Bowie, che rimase affascinato dalla metropoli e l'avrebbe scelta come residenza per molti anni. Questi ed altri accorgimenti convinsero la RCA che il suo assistito era una stella di prima grandezza, quando in realtà le vendite dei suoi dischi stentavano ancora.
La firma con la RCA prevedeva la realizzazione di tre album con la casa americana e le vendite di Hunky Dory erano state discrete. Fiducioso, nel 1972 Defries uscì dal Gem Music Group e fondò la MainMan Management, azienda di sua esclusiva proprietà con la quale gestì l'enorme mole di affari che Bowie sarebbe stato in grado di muovere. Nel suo sforzo di creare il mito di David Bowie, un espediente che lo rese famoso fu ideato par la promozione dell'album del 1972 The Rise and Fall of Ziggy Stardust and the Spiders from Mars. Riempì di giornalisti statunitensi la prima classe di un volo per Londra, invitandoli nella suite di un albergo di lusso affittata per Bowie, che si esibì con un eccentrico abito tipico del glam rock nei brani dell'album. Il disco riscosse enorme successo in Europa e in America e lanciò definitivamente Bowie tra i più grandi musicisti di sempre. Il tour di Ziggy Stardust durò un anno, fino al luglio 1973.
Al contrario del suo idolo, il tranquillo colonnello Tom Parker, Defries viveva in modo stravagante. Proprietario di otto appartamenti nell'esclusiva Manhattan, si circondava di guardie private in karate gi e si vestiva con completi di velluto sgualcito. I termini del contratto che lo legavano a Bowie gli garantivano introiti molto superiori a quelli del cantante, ma quest'ultimo non lo sapeva e si trovò spesso costretto a chiedergli dei prestiti. Bowie era stato superficiale nel firmare il contratto che lo legava alla MainMan, non lo aveva letto con attenzione e si fidò di quanto gli aveva raccontato Defries. Era convinto di essere comproprietario dell'azienda al 50% e di aver diritto a metà dei guadagni e solo nel 1974 fu informato che l'azienda era al 100% di Defries. Il contratto prevedeva il 50% dei ricavi lordi a Defries e 50% a Bowie, il quale doveva però sobbarcarsi per intero il totale delle ingentissime spese e delle tasse.
Quando Bowie venne a sapere tali dettagli del contratto, la MainMan era oberata da debiti e buona parte della contabilità del 1974 era stata tralasciata. Sia nel Regno Unito che negli Stati Uniti molte fatture non erano state pagate e le spese erano aumentate, assieme agli investimenti sbagliati di Defries. Fu anche il periodo in cui Bowie era diventato dipendente dalla cocaina in modo pesante. Si sentì tradito e sfruttato; la prima reazione fu di tagliare le esorbitanti spese per le scenografie dei propri concerti. Il 29 gennaio 1975 andò negli uffici della RCA e annunciò la sua uscita dalla MainMan, ottenendo un anticipo per l'album Young Americans di imminente pubblicazione. Il giorno dopo la lettera di rescissione dal contratto arrivò alla MainMan.
Dopo la risoluzione del contratto nel 1975, Bowie avrebbe dichiarato di essere stato trattato come uno schiavo da Defries e di non essere riuscito a fare soldi. Le trattative per la risoluzione del contratto furono lunghe e difficili e alla fine Bowie fu costretto a riconoscere a Defries il 50% delle royalty degli album realizzati da Hunky Dory in poi ed il 16% su quelle di tutte le attività di Bowie fino al 1982. Defries continuò a mantenere una parte del copyright sui dischi di Bowie fino al 1997, quando il cantante riscattò le quote dell'ex manager e divenne proprietario al 100% di tali diritti.

#### Altre collaborazioni
Defries e Bowie, spesso nella veste di produttore, ebbero un ruolo importante anche per le carriere di Iggy Pop, Lou Reed e Mott the Hoople. Nel 1972, dopo essere stato messo sotto contratto dalla MainMan, Iggy Pop e i suoi Stooges furono invitati a Londra per incidere Raw Power, il terzo album del gruppo che ne celebrava la riunione. Per l'occasione, Defries riuscì a convincere la Columbia Records ad anticipare a Iggy Pop 25.000 dollari sui proventi del disco.
Defries seppe dell'insuccesso del disco di esordio da solista di Lou Reed e convinse Bowie a produrre Transformer, il suo secondo album, che ne rilanciò la carriera e divenne uno dei dischi più venduti della sua discografia. La MainMan organizzò inoltre un grande evento nel luglio del 1972, in cui si esibirono Lou Reed, Iggy Pop e Bowie. Sempre nel 1972, i Mott the Hoople erano reduci da quattro album senza successo quando Defries ottenne dalla Columbia 50.000 dollari per la produzione del singolo All the Young Dudes, scritto da Bowie, che ebbe un'ottima accoglienza. Al singolo fece seguito l'album omonimo, a sua volta apprezzato da pubblico e critica. Un giovanissimo Luther Vandross fu ingaggiato per il Diamond Dogs Tour di Bowie del 1974, da cui fu tratto l'album David Live. Vandross comparve in seguito anche in Young Americans (1975).
Poco dopo l'uscita di Bowie dalla MainMan, Defries firmò un contratto quinquennale con il rocker statunitense John Mellencamp il quale, nell'urgenza di arrivare al successo, firmò senza curarsi delle clausole contenute nel contratto: Defries gli promise che ne avrebbe fatto una stella entro un anno e iniziò ad organizzare una pomposa campagna promozionale come aveva fatto con Bowie, paragonando Mellencamp a Bob Dylan e a Presley. Gli trovò un contratto con la MCA Records e gli fece incidere la raccolta di cover Chestnut Street Incident con lo pseudonimo Johnny Cougar (puma). Nell'occasione Defries fece il suo esordio come produttore discografico. Malgrado fosse stato ampiamente pubblicizzato, l'album fu un insuccesso. Alle registrazioni aveva partecipato anche Mick Ronson, il chitarrista di Bowie, che era rimasto sotto contratto della MainMan. La MCA si rifiutò di pubblicare il successivo The Kid Inside e, dopo aver invano tentato di trovare un'altra etichetta, Defries e Mellencamp si accordarono per la rescissione del contratto nel 1977.

### MainMan
La MainMan, fondata nel 1972 da Defries principalmente per la gestione della carriera musicale di Bowie, era formata anche da un'etichetta discografica indipendente, una casa di produzione e una casa editoriale. Nata come MainMan Ltd., avrebbe in seguito assorbito la Mainman S.A. Dopo la rescissione del contratto da parte di Bowie, le aziende del gruppo hanno continuato l'attività. Particolarmente attiva è stata l'etichetta discografica MainMan, che a partire dalla metà degli anni novanta è stata affiancata dalla sussidiaria Golden Years. Quest'ultima fu chiusa quando Bowie acquistò i diritti per la pubblicazione dei propri dischi.

### Problemi finanziari
Nel 2000, dopo un investimento da parte di Defries di 22 milioni di dollari nel ramo assicurativo che vedeva coinvolte una banca svizzera e le sue consociate con uffici nelle isole Cayman e nel Liechtenstein, Defries ed altri investitori persero le somme assicurate e non furono in grado di recuperarle. È stato ipotizzato che l'agenzia assicurativa destinasse le somme incassate all'evasione fiscale. Nel 2011, la Capitol Records e la EMI hanno citato a giudizio Defries, accusandolo di aver venduto attraverso la MainMan copie dei dischi di Bowie, Iggy Pop e John Mellencamp protetti da copyright malgrado qualche anno prima avesse firmato contratti che trasferivano i suoi diritti su tali canzoni.